# María Felipa Aranzamendi
María Felipa Aranzamendi (San Salvador, intendencia de San Salvador, Capitanía General de Guatemala 1792 - México 1845) fue, junto con su cuñada Manuela Antonia Arce, quienes bordaron en 1822 la bandera que las tropas de la provincia de San Salvador usarían en su lucha contra el imperio Mexicano, y que sería la base para las banderas posteriores de los países centroamericanos. Fue esposa del prócer Manuel José de Arce y hermana de Juan Aranzamendi; por quienes abogó por su liberación, después de que fueron arrestados por el segundo movimiento independentista de 1814, hasta que fueron indultados en 1818. Es considerada una de las heroínas de la independencia de El Salvador.

## Biografía
María Felipa de Aranzamendi y Palomo nació en San Salvador, intendencia de San Salvador, Capitanía General de Guatemala en el año de 1792; siendo hija de Manuel Aranzamendi y León, y María Lorenza Palomo y Aguilar. En diciembre de 1808 contraería matrimonio con su primo hermano Manuel José de Arce; con quien engendraría 11 hijos llamados: José Bernardo, Salvador, Jacinta, Juana, Isabel, Clara, José María, Bernardo, Teresa, Delfina y Ana.
Luego del segundo movimiento independentista de enero de 1814, su esposo y su hermano Juan Aranzamendi serían aprisionados; por lo que abogaría por su liberación, hasta que se les concedería el indulto en 1818. Asimismo, se haría cargo de la administración de los bienes familiares. Por algún tiempo se vio imposibilitada de realizar esas labores, debido a uno de sus embarazos.
A principios de 1822, confeccionaría (junto con su cuñada Manuela Antonia Arce) la bandera azul y blanca que su esposo les había solicitado (y que estaba basada en la bandera de las provincias unidas del Río de la Plata), y que ondearía por primera vez el 20 de febrero de ese año. Dicha bandera sería el emblema de la provincia de San Salvador en su lucha contra la anexión al imperio Mexicano, y sería la base de la bandera de las provincias unidas de Centroamérica (y luego de la República Federal), y de las banderas posteriores de los países centroamericanos.
Permanecería al lado de su esposo en las buenas y en las malas, en el tiempo en que este fungió como presidente de la República Federal de Centroamérica; y posteriormente (luego de terminada la guerra civil centroamericana) en su éxilio a México, donde fallecería por el año de 1845.